# トリロジー (イングヴェイ・マルムスティーンのアルバム)
『トリロジー』（Trilogy）は、1986年に発表されたイングヴェイ・マルムスティーンの3作目のスタジオ・アルバム。

## 概要
前作『マーチング・アウト』から約1年ぶりとなるスタジオ・アルバムで、本作で初めてマーク・ボールズと共演した。マルセル・ヤコブが脱退したため、イングヴェイ自身がベースも担当した。日本版ジャケットの帯解説は「"ロック革命児"イングヴェイのギター・ソロは、究極のフレーズの連続!完成度の高い、宝石の如く輝く旋律。まさに彼は神だ!!」である。
アルバムタイトルは、ソロになってから3作目のアルバムであり、三部構成のインストゥルメンタル「Trilogy Suite Op:5」も収録されていることに由来している。

## 収録曲
| 全作曲・編曲: イングヴェイ・マルムスティーン。 |                                                                     |                                |                                |      |
| #                                              | タイトル                                                            | 作詞                           | 作曲・編曲                     | 時間 |
| 1.                                             | 「ユー・ドント・リメンバー」(You Don't Remember, I'll Never Forget) | イングヴェイ・マルムスティーン | イングヴェイ・マルムスティーン | 4:30 |
| 2.                                             | 「ライアー」(Liar)                                                  | イングヴェイ・マルムスティーン | イングヴェイ・マルムスティーン | 4:09 |
| 3.                                             | 「クイーン・イン・ラヴ」(Queen In Love)                             | イングヴェイ・マルムスティーン | イングヴェイ・マルムスティーン | 4:04 |
| 4.                                             | 「クライング」(Crying)                                              | (Instrumental)                 | (Instrumental)                 | 5:04 |
| 5.                                             | 「フュリー」(Fury)                                                  | イングヴェイ・マルムスティーン | イングヴェイ・マルムスティーン | 3:56 |
| 6.                                             | 「ファイヤー」(Fire)                                                | イングヴェイ・マルムスティーン | イングヴェイ・マルムスティーン | 4:12 |
| 7.                                             | 「マジック・ミラー」(Magic Mirror)                                  | イングヴェイ・マルムスティーン | イングヴェイ・マルムスティーン | 3:53 |
| 8.                                             | 「ダーク・エイジズ」(Dark Ages)                                     | イングヴェイ・マルムスティーン | イングヴェイ・マルムスティーン | 3:54 |
| 9.                                             | 「トリロジー・スーツ Op:5」(Trilogy Suite Op:5)                     | (Instrumental)                 | (Instrumental)                 | 7:16 |
| 合計時間:                                      | 合計時間:                                                           | 合計時間:                      | 40:58                          |      |

## 参加ミュージシャン
- イングヴェイ・マルムスティーン - ギター、ベース、コーラス
- マーク・ボールズ - ヴォーカル
- ヤンス・ヨハンソン - キーボード
- アンダース・ヨハンソン - ドラムス